# شی سنت جان
شی سنت جان (به انگلیسی: Shaye Saint John) یک شخصیت داستانی است که در یک سری از فیلم‌های کوتاه سورئالیستی، به میزبانی یک صفحه وب خام طراحی ظاهر شد. سنت جان، تولید هنرمندانهٔ اریک فورنیر، با پیش داستانی که صورتش در اثر تصادف با قطار از دست داده، و بدن خود را با مجموعه‌ای از قطعات مانکن بازسازی کرده‌است، می‌باشد.

## شخصیت
شی سنت جان که به عنوان یک «مدل» در نظر گرفته شده‌است، او در فیلم‌ها با پوشیدن ماسک‌های پلاستیکی، یک سری از کلاه گیس و لباس‌ها، و دست‌های چوبی نشان داده می‌شود. او با یک قطار تصادف می‌کند که منجر به از دست دادن دست و پا خود شد. او تصمیم گرفت قطعات مانکن و فکر می‌کردند که «سرگرم‌کننده» به عنوان جایگزین او استفاده شد. او همچنین یک سری از ماسک‌ها را در تمام ویدئوها می‌پوشد، چرا که او نمی‌خواهد کسی چهرهٔ او را ببیند. خالق او، اریک فورنیر می‌گوید: «واقعاً بد است، به همین دلیل او ماسک می‌پوشد». تمام فیلم‌ها شی در یک کانال یوتیوب به نام الاستیک اسپاستیک آپلود شده‌اند. در این کانال تنها ۵۶ فیلم موجود است و از آن زمان تاکنون به روز نشده‌است. ویدئو آخر که به نزول تعفن معروف است، در حال حاضر با بیش از ۳ میلیون بازدید محبوب‌ترین ویدئو در این کانال است.